# James Hoffmann
James Alexander Hoffmann, född 11 december 1979 i Stafford, är en engelsk barista, författare och youtubare.